# Annella Armas
Annella Armas Ponce (Caracas, Venezuela, 2 de diciembre de 1962) es una grabadora y diseñadora venezolana.  

## Biografía
Hija del escritor Alfredo Armas Alfonzo y la esmaltista Aída Armas. Entre 1983 y 1986 realizó estudios de diseño gráfico en el Instituto Neumann.  Durante ese período recibió enseñanzas de artistas como Luisa Richter —figura importante en su formación—, Rolando Dorrego, Ina Bainova y Ricardo Armas. En 1984, participó en la III Bienal de Miniaturas Gráficas que realizó el Taller de Artistas Gráficos Asociados (TAGA), uno de sus monotipos fue seleccionado para representar a Venezuela en la “10th International Miniature Print Exhibition”, organizada por el Instituto Pratt de Nueva York (exposición itinerante que se desarrolló entre 1985 y 1987). Debido a esta experiencia, Luisa Palacios, directora del TAGA, conoce su trabajo plástico y la anima a continuar sus estudios y experimentación en el campo gráfico.

## Obra
Se ha mantenido activa hasta el presente, participando en numerosas bienales y exposiciones colectivas tanto a nivel nacional como internacional. La obra de Annella Armas, tal como lo afirma Luisa Richter es “un tipo de trabajo sobre papel, que interesa con sus imágenes concentradas en horizontales, verticales, claros y oscuros, repeticiones […], la sustancia del lápiz, grabado, monotipia, penetra en la hoja y une a veces con una zona lírica los elementos del collage” (1987).
La artista trabaja el collage sobre un papel con impronta xilográfica: son “elementos preexistentes y técnicas venidas del diseño gráfico, seleccionadas y ordenadas en el espacio hasta crear otra cosa con otro significado”, ha comentado Annella Armas en 1992. La técnica del collage es su enfrentamiento con el soporte de papel. Construye imágenes yuxtaponiendo y sobreponiendo recortes de fotografías y fotocopias de ilustraciones de revistas y de prensa, donde la representación de personajes, sucesos y tramas son un recurso visual. Dice la artista en relación con estas imágenes: “no busco contenido sino valores plásticos”.
En cuanto a la parte gráfica de sus composiciones, la xilografía constituye un recurso más de su trabajo. Este procedimiento lo realiza empleando un solo taco de madera con el cual hace, manualmente, numerosas impresiones a un tono. La sobriedad parece ser una búsqueda constante que se manifiesta en toda su creación plástica: el empleo de formas cuadrangulares —principalmente el cuadrado que determina la composición de la obra— y de los valores blanco y negro y la gama de grises, son directrices que rigen para el collage y la impresión xilográfica. Formas poliglobulares, la transparencia de las tintas, las texturas, tanto las visuales de las imágenes como las reales del collage y, eventualmente, el uso de un color, son elementos recurrentes. Cada una de estas variantes imprime una atmósfera lírica que se observa en obras como el tríptico Personajes (colección de la artista).
En 1992, realiza la serie titulada Frottages, que fue exhibida en la Sala Mendoza. En ella la artista simplifica la concepción de la imagen y de la obra. Son hojas de papel carbón, apenas sujetas a un bastidor de madera, trabajadas al reverso con una matriz y frotadas por el anverso hasta dejar una sutil y poco perceptible huella. La liviandad del papel crea un juego entre la huella, la luz y la sombra. Compositivamente la serie de los Frottages deriva de las formas en serie y geometrizadas de la xilografía en los collages.
La serie 4 x (1992) y la obra 8 a 12:00-2 a 5:00 son claros ejemplos de esta nueva técnica. Dentro de la experimentación de la artista con la imagen y el papel encontramos Las cajas, que creó en 1991 y expuso en 1992 en la Sala Mendoza. Son papeles atrapados, prensados en vidrios con un soporte en madera tipo caja. “Puede haber cosas muy diversas, pero el vidrio y las cajas, me permiten unirlos o aislarlos en el espacio, sin que pierdan su individualidad”, comentó la artista.
Annella Armas ejerce el diseño gráfico, especialmente diagramando libros y publicaciones como el poemario Cuerdas de serpiente de Edda Armas, el cual fue seleccionado para la “Séptima exposición anual del libro ilustrado” realizada en 1986 en el Instituto Autónomo de la Biblioteca Nacional. Igualmente participó en el I Salón de la Gráfica en la Filatelia, en el cual obtuvo una mención, realizándose a raíz de ello una emisión de estampillas con la imagen de la obra premiada.

## Exposiciones Individuales
- 1987: “Monotipos”, Galería Vía, Caracas
- 1992: “0 x 0”, Sala Mendoza

## Premios
- 1986: Mención de honor, IV Bienal TAGA / Premio de adquisición, International Print Exhibition, Silvermine Guild Center for the Arts, New Canaan, Connecticut, Estados Unidos
- 1988: Mención de honor, V Bienal TAGA
- 1988: Bolsa de trabajo, sección gráfica, Salón Nacional de Artes Plásticas 88, Caracas
- 1990: • Mención de honor, VI Bienal TAGA
- 1991: Mención, sección gráfica, I Bienal de Puerto La Cruz, Galería Municipal de Arte, Puerto La Cruz
- 1992: Mención, I Salón Nacional de la Gráfica en la Filatelia, Sala Ipostel / Primer premio, III Concurso de Diseño de Sellos de Correo, Ministerio de Correos y Telecomunicaciones, Tokio
- 1994: • Primer premio, VIII Bienal TAGA
- 1997: Mención, III Salón Pirelli por su obra Aquí y ahora.

## Colecciones
- Cantv (Compañía Anónima Nacional de Teléfonos de Venezuela)
- GAN (Galería de Arte Nacional)
- MACCSI (Museo de Arte Contemporáneo Sofía Imber)
- MBA (Museo de Bellas Artes)
- Silvermine Guild Center for the Arts, New Canaan, Connecticut, Estados Unidos